# 李元砺
李元砺（12世纪—1211年二月乙卯），郴州人，南宋舉人、黑风峒变乱领袖。

## 生平
嘉定元年（1208年），郴州桂阳县黑风峒峒首罗世传（又名罗孟二）反叛，是为黑风峒变乱首叛。郴州举人李元砺“素以武㫁鄉曲、群盜皆畏之”。李元砺亦被推举为“黑风峒寇”，归为溪峒诸蛮一类。隨後事跡敗露被捕，不久越狱。同年冬，李于湘、赣交界聚众起事。
嘉定二年（1209年），罗世传被招安，但李元砺拒绝招安，被其他叛军推举为元帅。当时江湖艱食飢民及汰兵纷纷依附，李元砺部众逐至数万人规模，连破吉州、郴州下属诸县。朝廷下诏，派遣荆鄂江池大軍讨伐。当时，有侯押队者领兵戍龙泉境上，李元砺复用土豪黄从龙计，椎牛酾酒以犒官军。其部众至，官军皆醉，狼狈散走。李元砺初起时甚微，知道官方对自己的政策不一，故可玩弄官军。江西力战则求降湖南，湖南战则求降江西，牵制朝廷军队，使之不得相援。邻近州县百姓纷纷响应，拥众万余人，声势浩大。先后攻克湖南郴州、桂阳、茶陵、安仁和江西吉州、龙泉等县。击溃荆、鄂、江、池四州围剿官军，杀江州驻扎都统制赵选等。
嘉定三年（1210年）正月，宋宁宗下诏安抚楚、衡、郴、吉、南安等动乱之地。夏四月癸亥，李元砺进攻南雄州，游骑至韶州会江湖。宋廷命工部侍郎王居安知豫章、湖南转运判官曹彦约知潭州，督师合力镇压。当时，相关诸司都言李元砺请降。独知隆兴府王居安有所未白于是稍等。既而王居安说，李元砺降书侮慢，有甘罚钱之语。李元砺部众既不能深入广南东路，又重新进犯江南西路。六月，池州副都统许俊、江州都统刘元鼎与李元砺交战皆失利。知潭州曹彦约亲自与李元砺部众交战亦败。李元砺部众势气愈炽。江西帅李玨、漕使王补之商议平定之策，各持其说。运司干办李璠说：“寇非吾民耶？岂必皆恶！有司贪刻者激之，将校之邀功者逼成之耳。反是而行之，则皆民矣。”李玨等说：“干办议是。谁可行者？”李璠请往，乃驻兵万安。十一月，李元砺迫近赣州。南安軍诏以重赏募人擒捕之。
嘉定三年十二月丙寅，罗世传缚李元砺以降，峒寇悉平。罗世传虽早被朝廷招安，但私下与李元砺相通。练木桥贼首李才全是罗世传同党。而李元砺自黄山之败有悔心，被王居安所利用。王居安告诉李元砺，“汝能擒送李才全，则贳尔之罪。”李元砺从其言。罗世传因此派李才全同党袭击李元砺的巢穴，俘虏他的妻儿。最终擒获李元砺。此前，李元砺欲擒罗世传，而先为罗世传所缚。被擒的李元砺部众有二十八人。江西、湖南安抚司皆称，与李元砺部大战于秋平野，生擒李元砺。湖南又言本司不敢争夺，已解赴江西矣。本来朝廷召来镇江都统制毕再遇，欲派遣毕再遇讨伐。
嘉定四年（1211年），江西西路安抚司捷报至朝廷。朝廷命令王居安同许俊召募李元砺同乡验明正身，“讫照条尽法施行”。二月乙卯，李元砺被以磔刑处决于吉州。